# Comtat de Bar-sur-Seine

Mapa de França el 1180. Bar-sur-Seine es troba al sud de la Xampanya al quadrant superior dret.

El comtat de Bar-sur-Seine va ser una senyoria a França durant l'edat mitjana. Es té constància de la seva seu, Bar-sur-Seine des del segle ix. Es va convertir en un lloc d'importància estratègica al segle xii, com a centre urbà i el principal castell de la carretera entre la Borgonya i la Xampanya .
El pagus va tenir comtes propis, però a partir del segle xi va formar part del comtat de Tonnerre que el va adquirir vers el 1018. Després va passar als comtes de Brienne pel matrimoni d'Eustàquia, germana d'Hug Rainard, comte de Tonnerre i de Bar, amb Gautier comte de Brienne. Per herència va passar a la casa de Puiset vescomtes de Chartres pel matrimoni de Petronila, fill de Miló de Brienne comte de Bar, amb Hug IV de Chartres. El 1219 el comte Miló va marxar a la croada i va morir a Damiata el 17/18 d'agost del 1219, pocs dies després que el seu únic fill viu. El 1220 el comtat fou venut al comte de Xampanya.
El primer que porta el títol fou Rainard I, esmentat com a fill de Raül (de Woevre?) a la crònica de Saint Bénigne de Dijon. No obstant alguns genealogistes dubten de la dada i pretenen identificar aquest Rainard que en teoria vivia al final del segle X amb el comte Rainard de Tonnerre (fill de Miló II) que va governar de vers 1013 a 1039. Se li atribueix una filla i hereva Ermengarda, que Ernest Petit suggereix que seria la dona de Miló II de Tonnerre i hereva de Bar. Ermengarda vivia el 1018 i el seu matrimoni apareix testimoniat per una carta datada entre 992 i 1005 en la qual Miló II de Tonnere donava propietat a "villa…Curtis-Secreta" al monestir de Saint-Michel, amb el consentiment de la seva muller Ermengarda i els seus fills Acard, Rainard i Alberic ("coniugis mee Ermengarde et carissimorum filiorum meorum Achardi, Rainardi et Alberici"). Així Miló de Tonnere fou comte uxori i pare de "…Raynardus comes…", el comte Rainard I de Tonnerre i II de Bar, que es va casar amb Hervisa i que apareix fins al 1039, sent el pare de Miló III, casat amb Azeka, que apareix com a comte en una carta del 29 de setembre del 1046 deixant un únic fill mascle viu (Guiu, Guarneri i Jofré havien mort joves, i la filla Eustàquia quedava posposada davant fills mascles), Hug Reinard o Reinard III ("Hugonis qui et Raynardi…comitis…"), que fou comte de Tonnerre i de Bar després del 1046, que el 1065 fou bisbe de Langres i va morir vers el 3 d'abril del 1084. El 1065 va cedir Tonnerre a la seva neboda Ermengarda (filla de Rainard I de Tonnerre i II de Bar) i el comtat de Bar a la seva germana Eustaquia que es va casar o estava casada amb Gautier I de Brienne, fill d'Engelbert IV de Brienne, al que va aportar el comtat. A la mort d'Eustaquia, uns deu anys després del seu marit, el fill comú Miló I de Brienne i III de Bar, tercer fill del matrimoni (el primer Engelbert va morir vers 1082 i el segon Erard I fou comte de Brienne) la va succeir a Bar (apareix amb títol de comte el 1111 i 1115).
Miló III es va casar amb Matilde de Noyer (filla de Miló II senyor de Noyers) morta vers el 1116, i va tenir dos fills (Guiu i Renald). Va morir el 1126 i el va succeir el seu fill Guiu, mort després del 1145, casat amb Petronila Elisabet de Chacenay (filla d'Anseric II senyor de Chacenay). Va morir un 13 de febrer però no se sap l'any, i va deixar sis fills dels quals el successor fou Miló IV. Es va casar en primeres noces amb Agnès de Baudémont senyora de Braine, filla i hereva de Guiu de Baudémont, senyor de Braine per la seva dona Alix. Agnès va morir el 12 de juliol de 1204; el 1152, ja vídua de Miló IV, es va tornar a casar amb Robert de França, senyor de Dreux. De miló va deixar una sola filla, Petronila, comtessa hereva que consta com a comtessa en una donació del 1168. Va morir un 28 d'agost però no s'assenyala l'any.
Es va casar amb Hug de Puiset (Hug IV vescomte de Chartres vers 1190-1199) fill d'Erard IV de Chartres amb el qual va tenir quatre fills dels quals el successor fou Miló (V de Bar). Aquest es va casar abans del 1199 amb Elisenda de Joigny, vídua de Joan d'Arcis, i filla de Renard IV comte de Joigny. Miló va marxar a la Croada el 1219 i va morir a Damiata el 17/18 d'agost del 1219, pocs dies després de la mort del seu únic fill viu Gaucher mort en batalla a Damiata, dies abans que el seu pare, el 30 de juliol. Gaucher estava casat amb Elisabet de Courtenay filla de Pere II de Courtenay, emperador de Constantinoble, però no van tenir fills i la dinastia es va extingir. Els hereus foren uns cosins, el fill de Margarida (germana de Miló V) de nom desconegut, que com a mascle va poder heretar Puiset, el vescomtat de Chartres i la meitat del comtat de Bar; i Laura, filla d'Helvis (una altra germana de Miló) que com a filla només va rebre la meitat de Bar. El fill de Margarida i Laura van vendre les seves respectives parts del comtat de Bar al comte de Xampanya el 1220.

## Llista de comtes
Casa de Bar (sur-Seine)
- Rainard de Woevre, vers 890 ?
- Reginald de Woevre, vers 950
- Raül (de Woewre?) segona meitat del segle X
- Rainard I vers 1000

Casa de Tonnerre
- Ermengarda de Bar (sur-Seine) vers 1018
- Miló II de Tonnerre (consort) vers 992-1013, comte de Tonnerre
- Rainard II de Bar (I de Tonnerre 1013-1039) 1018-1039
- Miló III (Miló II de Bar-sur-Seine) vers 1039-1046
- Rainard III de Bar (II de Tonnerre) 1046-1065

Casa de Brienne
- Eustaquia (germana) 1065-vers 1100
- Gautier I de Brienne (marit) vers 1065-1090
- Miló III vers 1100-1126
- Guiu I 1126-1145
- Miló IV 1145-1152
  - Robert de França, senyor de Dreux, regent (segon marit de la mare Agnes de Baudémont, senyora de Braine)
- Petronila 1152- consta viva el 1168
- Hug de Puiset (IV vescomte de Chartres, I de Bar) ?-abans de 1199
- Miló V (I de Chartres) abans de 1199-1219
- Fill de Margarida de Puiset 1219-1220
- Laura de Puiset 1219-1220
- Venut a Xampanya 1220